# Michel Coranote
Michel Coranote (1963) è un ex sciatore alpino francese.

## Biografia
Coranote, campione francese nella combinata nel 1982 non prese parte a rassegne olimpiche né ottenne piazzamenti in Coppa del Mondo o ai Campionati mondiali.

## Palmarès

### Campionati francesi
- 1 oro (discesa combinata nel 1982)[senza fonte]